# Brometo de amônio
Brometo de amônio é um composto químico de fórmula NH4Br, é uma substância usada na produção de produtos químicos fotográficos em emulsão.
Cristaliza em prismas incolores, possuindo um sabor salgado; sublima ao aquecimento e é facilmente solúvel em água. Quando exposto ao ar assume uma coloração amarela e torna-se ácido nesta reação.

## Obtenção
O brometo de amônio pode ser preparado pela ação direta do brometo de hidrogênio sobre amônia:
HBr + NH3 → NH4Br
Ou pela reação do ácido bromídrico junto ao  hidróxido de amônio:
HBr + NH4OH → NH4Br + H2O
Ou ainda pela ação de solução de bromo em água sobre a amônia:
3 Br2 + 8 NH3 → 6 NH4Br + N2

## Aplicações
Tem aplicação como catalisador na síntese de pirimidonas.
Tem aplicações como germicida.

## Incompatibilidades
Para sua conservação deve-se evitar contato com as substâncias: ácidos, álcalis, trifluoreto de bromo, heptafluoreto de iodo, sais de chumbo, mercúrio, potássio e prata.